# Christian Burns
Christian Anthony Burns (ur. 18 stycznia 1974, w Liverpoolu) – brytyjski wokalista. Syn Tony’ego Burnsa z rockowego zespołu „The Signs”, grającego w latach sześćdziesiątych dwudziestego wieku.
Burns był członkiem popularnego brytyjskiego zespołu BBMak z Markiem Barrym i Stephenem McNallym. Grupa sprzedała na świecie trzy miliony płyt, a ich utwór „Back Here” był piątym z najlepszych utworów w Wielkiej Brytanii. W USA „Back Here” dotarł do pierwszego miejsca na listach przebojów.
W 2003 roku zespół rozpadł się, a wszyscy członkowie rozpoczęli karierę solową.
Następnie Burns zaczął współpracować z innymi artystami. W 2007 nagrał razem z DJ-em Tiësto utwór „In the Dark”. Wystąpił też w utworze Allure (projekt Tiësto) „The Power of You”. Utwór ten znalazł się na kompilacji In Search of Sunrise 6 : Ibiza, a także w utworze Allure „On The Wire” znajdującym się na krążku „Kiss From The Past”.
Christian Burns nagrał również utwór „Love and Motion” z Bennym Benassim oraz „As We Collide” z amerykańską wokalistką Jes Brieden oraz DJ-em i producentem muzycznym Paulem Oakenfoldem.
Napisał utwory „Suddenly”, „The Emergency” i „Forget Me” z albumu These Hopeful Machines BT oraz zaśpiewał w nich i w „Every Other Way”.
Nagrał z Richardem Durandem utwór „Night & Day” oraz „This Light Between Us” i „Neon Hero” z Arminem van Buurenem.
Współpracował też z wykonawcami takimi jak: David Guetta, Matt Darey, Sebastian Ingrosso, Dirty South.
Założył nowy zespół – The Bleach Works.
W lipcu 2012 roku artysta zapowiedział wydanie debiutanckiego albumu studyjnego, zatytułowanego Simple Modern Answers, w którego nagraniach udział wzięli, m.in. BT, Paul Oakenfold, Jean Claude Ades, Antillas, Paul van Dyk, Kryder czy Alex M.O.R.P.H. Wydawnictwo promowane jest utworem „Bullet”, w którym gościnnie wystąpił Stefan Dabruck.

## Dyskografia

### Albumy studyjne
- 2012 – Simple Modern Answers

### Muzyka do filmów
- 2005 – „Sky High” – „Everybody Wants to Rule the World”
- 2006 – „Little Athens” – „Tranqulized” (z zespołem Inhaler)

### Single
Solowe
- 2012 – „Bullet” ze Stefanem Dabruckiem
- 2012 – „As We Collide” z Paulem Oakenfoldem i JES[2]

Wyprodukowane wspólnie:
- 2007 – „In the Dark” z Tiësto
- 2008 – „Something About You” z zespołem Inhaler
- 2008 – „Power of You” z Allure
- 2010 – „Suddenly” z BT
- 2011 – „On The Wire” z Allure
- 2012 – „Bullet” z Stefan Dabruck

Gościnnie:
- 2008 – „Love And Motion” z Bennym Benassim
- 2010 – „The Emergency” z BT
- 2010 – „Invincible” z Mattem Darey i Urban Astronauts
- 2010 – „Suddenly” z BT
- 2010 – „Night & Day” z Richardem Durandem
- 2010 – „This Light Between Us” z Arminem van Buurenem
- 2011 – „Neon Hero” z Arminem van Buurenem
- 2014 – „Paralyzed” z BT